# 傅亮
傅 亮（ふ りょう、寧康2年（374年）- 元嘉3年1月16日（426年2月8日））は、東晋から南朝宋にかけての政治家。字は季友。本貫は北地郡霊州県。傅咸（傅玄の子）の玄孫にあたる。

## 経歴
傅瑗の子として生まれた。経書や史書を広く読み、文章や詩作を得意とした。建威参軍を初任とした。桓謙の下で中軍行参軍をつとめた。元興2年（403年）、桓玄が帝を称すると、傅亮はその博学と文才を買われて、秘書郎に抜擢されることとなった。しかし着任しないうちに、翌年に劉裕らが起兵し、桓玄が敗北したため、傅亮は丹陽尹孟昶の下で建威参軍となった。
義熙元年（405年）、員外散騎侍郎の位を受け、西省に宿直し、詔命の起草をつかさどった。後に母が死去したため、辞職して喪に服した。喪が明けると劉毅の下で撫軍記室参軍となり、さらに領軍司馬に任じられた。義熙7年（411年）、散騎侍郎となり、再び西省に宿直するようになった。西省宿直の任のまま中書黄門侍郎に転じた。劉裕は傅亮を東陽郡太守に任じようとしたが、傅亮は外任を望まず固辞した。義熙11年（415年）、太尉従事中郎となり、掌記室をつとめた。
義熙12年（416年）、劉裕の北伐に従軍した。義熙14年（418年）、彭城に帰還した。宋国が建てられると、侍中に任じられ、世子中庶子を兼ねた。中書令となり、劉裕に従って寿陽に入った。元熙2年（420年）、劉裕が禅譲の準備をはじめると、傅亮は反対論を抑えるべく宣伝の文章を書き、建国の理論面で貢献した。同年（永初元年）、劉裕が帝位につくと、傅亮は中書令のまま太子詹事となった。建国を助けた功績により、建城県公に封じられた。中書省に宿直して、詔命の起草をつかさどった。
永初3年（422年）1月、中書令・太子詹事のまま尚書僕射となった。5月、劉裕が死の床につくと、傅亮は徐羨之・謝晦らとともに劉義符（少帝）を補佐するよう遺命を受けた。6月、中書監・尚書令となった。景平2年（424年）、護軍将軍を兼ねた。7月、傅亮は徐羨之・謝晦らとともに少帝劉義符を廃位して、江陵から劉義隆（文帝）を迎えて即位させた。同年（元嘉元年）8月、散騎常侍・左光禄大夫・開府儀同三司の位を加えられた。
元嘉3年（426年）1月、文帝は傅亮を少帝殺害の罪で処断しようと図った。省内でひそかに傅亮に知らせた者があり、傅亮は病と称して宮城を出た。徐羨之に書状で異変を知らせ、車に乗って郭門を出て、騎馬で兄の傅迪の墓まで逃れた。しかし屯騎校尉の郭泓に捕らえられて廷尉に送られ、処刑された。享年は53。著作に『演慎論』があり、また詩賦に「感物賦」があって知られた。

## 子女
- 傅演
- 傅悝
- 傅湛
- 傅都

## 伝記資料
- 『宋書』巻43 列伝第3
- 『南史』巻15 列伝第5